# Liga SEHA (2013/2014)
Liga SEHA 2013/2014 – 3. sezon Ligi SEHA, rozegrany pomiędzy 5 września 2013 a 13 kwietnia 2014. Uczestniczyło w nim 10 drużyn z: Białorusi, Bośni i Hercegowiny, Chorwacji, Czarnogóry, Macedonii, Serbii i Słowacji.
Sezon zasadniczy wygrał słowacki Tatran Preszów, który odniósł 15 zwycięstw w 18 meczach i o pięć punktów wyprzedził drugi w tabeli RK Zagrzeb. Do Final Four, które zostało rozegrane 11–13 kwietnia 2014 w serbskim Nowym Sadzie, awansowały również Vardar Skopje i Mieszkow Brześć. Zwyciężył Vardar Skopje, który w finale pokonał 29:27 Mieszkowa Brześć. W meczu o 3. miejsce RK Zagrzeb wygrał 36:28 z Tatranem Preszów.
Po zakończeniu rozgrywek, w maju 2014, rozegrany został mecz Mieszkow Brześć–Drużyna Gwiazd Ligi SEHA, w barwach której wystąpili zawodnicy RK Zagrzeb, RK Nexe i Tatrana Preszów (gracze pozostałych drużyn nie wzięli w nim udziału ze względu na to, że ich klubu uczestniczyły w tym czasie w rozgrywkach krajowych i międzynarodowych). Spotkanie wygrał 42:38 Mieszkow Brześć.
Był to pierwszy sezon, w którym sponsorem Ligi SEHA były Gazprom i South Stream.

## Sezon zasadniczy
| Lp. | Drużyna            | M  | Mecze | Mecze | Mecze | Bramki | Bramki | Bramki | Pkt | Uwagi               |
| Lp. | Drużyna            | M  | W     | R     | P     | +      | −      | +/−    | Pkt | Uwagi               |
| --- | ------------------ | -- | ----- | ----- | ----- | ------ | ------ | ------ | --- | ------------------- |
| 1.  | Tatran Preszów     | 18 | 15    | 0     | 3     | 605    | 493    | +112   | 45  | Awans do Final Four |
| 2.  | RK Zagrzeb         | 18 | 13    | 1     | 4     | 567    | 496    | +71    | 40  | Awans do Final Four |
| 3.  | Vardar Skopje      | 18 | 12    | 1     | 5     | 530    | 458    | +72    | 37  | Awans do Final Four |
| 4.  | Mieszkow Brześć    | 18 | 12    | 1     | 5     | 496    | 461    | +35    | 37  | Awans do Final Four |
| 5.  | Metalurg Skopje    | 18 | 8     | 4     | 6     | 462    | 441    | +21    | 28  |                     |
| 6.  | RK Nexe            | 18 | 7     | 3     | 8     | 511    | 499    | +12    | 24  |                     |
| 7.  | Vojvodina Nowy Sad | 18 | 7     | 0     | 11    | 460    | 497    | −37    | 21  |                     |
| 8.  | Borac Banja Luka   | 18 | 5     | 0     | 13    | 428    | 528    | −100   | 15  |                     |
| 9.  | Lovćen Cetynia     | 18 | 3     | 2     | 13    | 459    | 554    | −95    | 11  |                     |
| 10. | Partizan Belgrad   | 18 | 2     | 0     | 16    | 430    | 521    | −91    | 6   |                     |

## Final Four
|  |                  |                 |                 |                   |    |               |               |       |
|  | Półfinały        | Półfinały       | Półfinały       |                   |    | Finał         | Finał         | Finał |
|  | Półfinały        | Półfinały       | Półfinały       |                   |    | Finał         | Finał         | Finał |
|  | 11 kwietnia 2014 |                 |                 |                   |    |               |               |       |
|  |                  |                 |                 |                   |    |               |               |       |
|  | RK Zagrzeb       | RK Zagrzeb      | 22              |                   |    |               |               |       |
|  | RK Zagrzeb       | RK Zagrzeb      | 22              | 13 kwietnia 2014  |    |               |               |       |
|  | Vardar Skopje    | Vardar Skopje   | 30              |                   |    |               |               |       |
|  | Vardar Skopje    | Vardar Skopje   | 30              |                   |    | Vardar Skopje | Vardar Skopje | 29    |
|  | 11 kwietnia 2014 |                 |                 |                   |    | Vardar Skopje | Vardar Skopje | 29    |
|  |                  |                 | Mieszkow Brześć | Mieszkow Brześć   | 27 |               |               |       |
|  | Tatran Preszów   | Tatran Preszów  | Mieszkow Brześć | Mieszkow Brześć   | 27 | 30            |               |       |
|  | Tatran Preszów   | Tatran Preszów  |                 |                   |    |               |               |       |
|  | Mieszkow Brześć  | Mieszkow Brześć | 31              |                   |    |               |               |       |
|  | Mieszkow Brześć  | Mieszkow Brześć | 31              | Mecz o 3. miejsce |    |               |               |       |
|  |                  |                 |                 |                   |    |               |               |       |
|  | 13 kwietnia 2014 |                 |                 |                   |    |               |               |       |
|  |                  |                 |                 |                   |    |               |               |       |
|  | RK Zagrzeb       | RK Zagrzeb      | 36              |                   |    |               |               |       |
|  | RK Zagrzeb       | RK Zagrzeb      | 36              |                   |    |               |               |       |
|  | Tatran Preszów   | Tatran Preszów  | 28              |                   |    |               |               |       |
|  | Tatran Preszów   | Tatran Preszów  | 28              |                   |    |               |               |       |

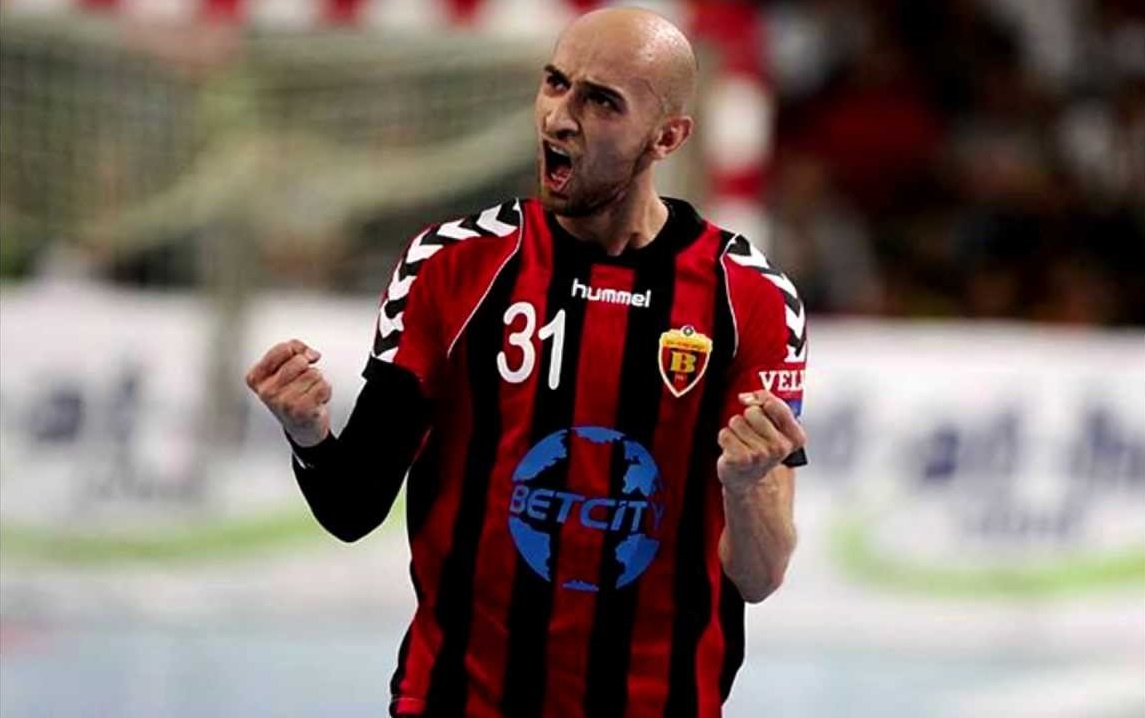
Timur Dibirow z Vardaru Skopje został wybrany najlepszym zawodnikiem Final Four

Najlepszym zawodnikiem Final Four został wybrany Rosjanin Timur Dibirow z Vardaru Skopje. W najlepszej siódemce Final Four znaleźli się:
- bramkarz: Ivan Pešić (Mieszkow Brześć)
- lewoskrzydłowy: Timur Dibirow (Vardar Skopje)
- prawoskrzydłowy: Zlatko Horvat (RK Zagrzeb)
- obrotowy: Rastko Stojković (Mieszkow Brześć)
- lewy rozgrywający: Oliver Rabek (Tatran Preszów)
- środkowy rozgrywający: Igor Karačić (Vardar Skopje)
- prawy rozgrywający: Dainis Krištopāns (Tatran Preszów)[4]

Nagrody finansowe:
- 1. miejsce: Vardar Skopje – 35 tys. euro
- 2. miejsce: Mieszkow Brześć – 25 tys. euro
- 3. miejsce: RK Zagrzeb – 15 tys. euro
- 4. miejsce: Tatran Preszów – 5 tys. euro[4]

## Klasyfikacja strzelców
| Lp.                                                                    | Bramki | Mecze | Strzelec          | Drużyna        |
| ---------------------------------------------------------------------- | ------ | ----- | ----------------- | -------------- |
| 1.                                                                     | 110    | 16    | Timur Dibirow     | Vardar Skopje  |
| 2.                                                                     | 107    | 19    | Dainis Krištopāns | Tatran Preszów |
| 3.                                                                     | 100    | 15    | Igor Vujić        | RK Nexe        |
| 4.                                                                     | 94     | 19    | Tomáš Urban       | Tatran Preszów |
| 5.                                                                     | 93     | 19    | Zlatko Horvat     | RK Zagrzeb     |
| Źródło: SEHA League – 2013/2014. rukometstat.com. [dostęp 2017-03-18]. |        |       |                   |                |